# Albero e foglia
Albero e foglia (in inglese: Tree and Leaf) è un libro che raccoglie un saggio e alcune fiabe dello scrittore inglese J.R.R. Tolkien, riunite per la prima volta nel 1964.
La raccolta contiene: il saggio "Sulle fiabe" (On Fairy-Stories), le fiabe "Foglia, di Niggle" (Leaf by Niggle) e "Il fabbro di Wootton Major" e il dialogo in forma di poema allitterativo "Il ritorno di Beorhtnoth figlio di Beorhthelm", immaginario seguito del poema medievale "La battaglia di Maldon", accompagnato da due brevi saggi. Nell'edizione italiana del 1988 fu aggiunta la poesia "Mitopoeia" (La creazione mitica).

## Suddivisione del libro

### Albero e Foglia

#### Sulle fiabe
Un saggio di Tolkien sulla "fiaba" e il mondo di Feeria.

#### "Foglia" di Niggle
Niggle è un pittore di scarso successo, sempre indaffarato ma mai in grado di portare a termine con efficacia qualcosa: è però sempre disponibile ad aiutare gli altri, in particolare il suo vicino Parish, zoppo e brontolone. Niggle è ossessionato da un dipinto, nato come immagine di una foglia e poi cresciuto come albero e quindi come bosco, che teme di non riuscire a finire perché cresce continuamente di dimensioni: il pittore sa infatti che presto dovrà partire per un lungo viaggio, e vorrebbe riuscire a finire il quadro prima. Per aiutare il vicino, Niggle si ammala. Quando finalmente si rimette, arriva il Cocchiere Nero” che gli ricorda il tanto temuto viaggio. Niggle si ritrova così in una specie di ospedale, dove impara ad organizzare il proprio tempo per essere in grado di svolgere con successo tutti i lavori che gli vengono assegnati nel tempo che gli viene concesso per svolgerli. Alla fine, Niggle viene premiato e portato in un parco meraviglioso, dove ritrova l'amico Parish e scopre il suo dipinto, mai terminato, completo e vivo davanti a lui.

#### Mitopoeia
Una relativamente breve composizione in versi che esprime la concezione di Tolkien riguardo al processo di "subcreazione", cioè l'invenzione di mondi fantastici.

### Il ritorno di Beorhtnoth figlio di Beorhthelm
È un lavoro di finzione storica, ispirato dal poema "La Battaglia di Maldon" in inglese antico. È scritto nella forma di un poema allitterativo, ma è anche possibile considerarlo un'opera teatrale, consistendo principalmente in un dialogo tra due personaggi nelle ore immediatamente successive alla battaglia di Maldon.
L'opera è accompagnata da due saggi, sempre di Tolkien, uno prima e uno dopo il "poema". Il tutto, quindi, si presenta nella seguente forma:
- La morte di Beorhtnoth - un saggio introduttivo sulla battaglia e sul frammento poetico in inglese antico che ha ispirato Tolkien;
- Il ritorno di Beorhtnoth figlio di Beorhthelm - L'opera vera e propria;
- Ofermod - un saggio sul significato della parola ofermod in inglese antico.

## Edizioni
- John Ronald Reuel Tolkien, Albero e foglia, traduzione di Francesco Saba Sardi, Rusconi, 1976,  p. 220, ISBN 978-88-18-12245-9.
- John Ronald Reuel Tolkien, Albero e foglia, traduzione di Francesco Saba Sardi, collana I libri di Tolkien, Bompiani, 2000,  p. 229, ISBN 978-88-452-9044-2.